# Yılmaz Güney
Yılmaz Güney (nascut Yılmaz Pütün, en el poble de Yenice, Adana l'1 d'abril de 1937 - París, 9 de setembre de 1984) va ser un actor, guionista, i director de cinema turc. D'origen kurd i zaza, també va escriure varies novel·les en turc. Ràpidament va assolir la fama en la indústria del cinema turc, on se li coneceix com a Çirkin Kral (Rei lleig). Moltes de les seves obres van ser dedicades a la difícil situació de la gent comuna i treballadora en Turquia. Yılmaz Güney va guanyar la Palma d'Or amb la pel·lícula Yol que va coproduir amb Şerif Gören al Festival de Canes el 1982. Estava en constant desacord amb el govern turc a causa de les seves representacions de la cultura, la gent pobra i els kurds de Turquia a les seves pel·lícules. Després d'haver estat condemnat per matar a un jutge el 1974, va fugir del país i després va perdre la seva ciutadania.

## Trajectòria a Turquia
Com cinema turc, el sistema d'estudi turc, un grapat de directors, inclòs Atıf Yılmaz, va començar a utilitzar el cinema com un mitjà per a abordar els problemes de les persones. Els melodrames sancionats per l'estat, les pel·lícules de guerra i les adaptacions s'havien realitzat anteriorment en teatres turcs. Aquests nous cineastes van començar a filmar i projectar imatges més realistes de la vida turca / kurda. Yılmaz Güney va ser un dels noms més populars que va sorgir d'aquesta tendència, un jove actor d'aspecte aspre que es va guanyar el sobrenom de Çirkin Kral en turc ("el Rei Lleig") o paşay naşirîn en kurd.
Després de treballar com a aprenent de guionista i assistent d'Atıf Yılmaz, Güney aviat va començar a aparèixer en fins a 20 pel·lícules a l'any i es va convertir en un dels actors més populars de Turquia. La dècada de 1960 va portar llibertat restringida a Turquia, i Güney va ser empresonat des de 1960 fins a 1962. A la presó va escriure el que alguns van etiquetar com una novel·la «comunista», Van morir amb els seus caps inclinats.
La situació política del país i la relació de Güney amb les autoritats es van tornar encara més tibants en els anys següents. No satisfet amb el seu estatus d'estrella en la indústria cinematogràfica turca, Güney va començar a dirigir les seves pròpies pel·lícules el 1965. El 1968 havia format la seva pròpia companyia de producció, «Güney Filmcilik». En els anys següents, els títols de les seves pel·lícules van reflectir els sentiments de la gent de Turquia: Umut (1970); Ağıt (1972); Acı (1971); The Hopeless (1971). Umut és considerada la primera pel·lícula realista de cinema turc, el director estatunidenc Elia Kazan va estar entre els primers a elogiar la pel·lícula; «Umut és una pel·lícula poètica, completament nativa, no una imitació de Hollywood o dels mestres europeus, va sorgir de l'entorn d'un llogaret»".
Tanmateix, després de 1972, Güney va passar la major part de la seva vida a la presó. Arrestat per albergar estudiants anarquistes, Güney va ser empresonat durant la preproducció de Zavallılar (1975) i abans d'acabar Endişe (1974), que va ser terminads el 1974 per l'assistent de Güney, Şerif Gören. Aquest va ser el paper que Gören repetiria en els pròxims dotze anys, dirigint diversos guions que Güney va escriure a la presó. Alliberat de presó el 1974 com a part d'una amnistia general, Güney va ser arrestat novament aquest mateix any per disparar a Sefa Mutlu, fiscal del districte de Yumurtalık en la província d'Adana, causant-li la mort en un club nocturn com a resultat d'una renyina de borratxos, i fou condemnat a presó per 19 anys. Durant aquest tram d'empresonament, els seus guions més reeixits van ser Sürü (1978) i Düşman (1979), tots dos dirigits per Zeki Ökten. Düşman va guanyar un Esment d'Honor al 30è Festival Internacional de Cinema de Berlín el 1980.

## Exili i defunció

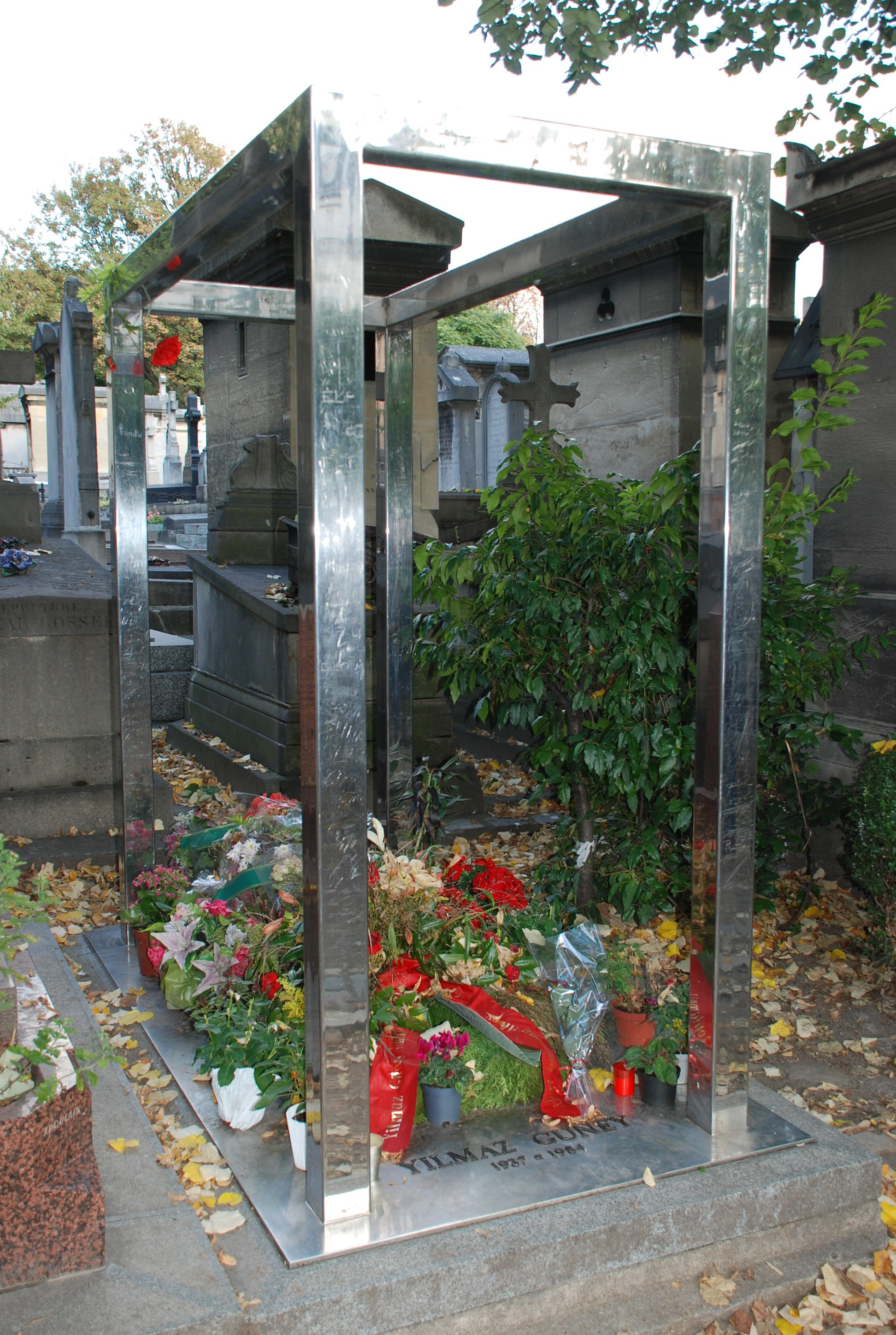
Tomba de Yılmaz Güney en el cementiri Père Lachaise, Paris

El setembre del 1980, les obres de Güney van ser prohibides per la nova junta militar. Güney va declarar: «Només hi ha dues possibilitats: lluitar o rendir-se, vaig triar lluitar». Després d'escapar de presó el 1981 i fugir a França, va guanyar la Palma d'Or al Festival de Cinema de Canes de 1982 per la seva pel·lícula Yol, el director de camp de la qual va ser una vegada més Şerif Gören. No va ser fins a 1983 que Güney va tornar a dirigir, contant una història brutal de nens empresonats en la seva pel·lícula final, Duvar (1983), feta a França amb la cooperació del govern francès. Mentrestant, el govern de Turquia va revocar la seva ciutadania i un tribunal el va sentenciar a vint-i-dos anys addicionals en la presó.
Yılmaz Güney va morir de càncer gàstric el 1984, a París, França.
El govern de Turquia va anul·lar el decret que li va revocar la ciutadania, el 1993.

## Filmografia
- At Avrat Silah (1966)
- Bana Kurşun İşlemez (1967)
- Benim Adım Kerim (1967)
- Pire Nuri (1968)
- Seyyit Han (1968)
- Aç Kurtlar (1969)
- Bir Çirkin Adam (1969)
- Umut (1970)
- Canlı Hedef (1970)
- Piyade Osman (1970)
- Baba (1971)
- İbret (1971)
- Kaçaklar (1971)
- Umutsuzlar (1971)
- Vurguncular (1971)
- Yarın Son Gündür (1971)
- Acı (1971)
- Ağıt (1972)
- Arkadaş (1974) ()
- Endişe (1974)
- Zavallılar (1975)
- Surü (1978)
- Düşman (1979)
- Yol (1982)
- Duvar (1983)

## Premis i reconeixements
Festival Internacional de Cinema de Canes
| Any  | Categoria       | Pel·lícula | Resultat  |
| ---- | --------------- | ---------- | --------- |
| 1982 | Palma d'Or      | Yol        | Guanyador |
| 1982 | Premis FIPRESCI | Yol        | Guanyador |